# Loch Dubh (Loch nan Uamh)
Loch Dubh (schottisch-gälisch: „Schwarzer See“) ist ein Süßwassersee in der schottischen Council Area Highland beziehungsweise im Südwesten der traditionellen Grafschaft Inverness-shire.

## Beschreibung
Der See liegt auf einer Höhe von 37 Metern über dem Meeresspiegel am Hals der unbewohnten Halbinsel Ardnish zwischen den Buchten Loch Ailort im Süden und Loch nan Uamh im Norden an der Schottischen See. Die nächstgelegene Siedlung ist der Weiler Lochailort zwei Kilometer südöstlich. Das Dorf Arisaig liegt neun Kilometer nordwestlich. Der Loch Dubh ist durch einen unbefestigten Weg erschlossen, der von der entlang des Nordostufers verlaufenden A830 abzweigt.
Der längliche Loch Dubh weist eine maximale Länge von 0,67 Kilometern bei einer maximalen Breite von 0,28 Kilometern auf, woraus sich eine Fläche von zwölf Hektar und ein Umfang von zwei Kilometern ergeben. Trotz seiner geringen Größe weist der Loch Dubh eine mittlere Tiefe von 19,1 Meter bei einer maximalen Tiefe von 46,6 Meter auf. Sein Volumen beträgt 2.209.957 Kubikmetern. Das Einzugsgebiet umfasst 114 Hektar und besteht zu etwa 77 % aus Gras- und Heidelandschaften, während Grundwasser 10,6 % des Zuflusses ausmacht. Das Einzugsgebiet erstreckt sich im Wesentlichen nach Osten und Süden. Der See verfügt über keine benannten Zuflüsse. Der vom Nordostufer abfließende, unbenannte Bach mündet nach kurzer Strecke in den Loch nan Uamh.